# Otto Sonnenholzner
Otto Ramón Sonnenholzner Sper, né le 19 mars 1983 à Guayaquil, est un présentateur de radio, économiste, homme d'affaires et homme d'État équatorien. Il est vice-président de la République de 2018 à 2020 sous la présidence de Lenín Moreno.

## Biographie
Otto Sonnenholzner est le fils de Ramón Sonnenholzner et de Rosa Elena Sper. Sa famille, d'origine allemande et libanaise, est liée au monde de la radio. Après des études en sciences sociales, communication et économie internationale réalisées en Équateur, en Allemagne et en Espagne,,, il devient speaker et directeur général de la radio Tropicana, qui appartient à sa famille et dont il héritera, puis préside l'Association équatorienne de radiodiffusion (AER). Il a enseigné à l'université de Guyaquil.
Il a trois enfants avec son épouse, Claudia Salem Barak,.

### Carrière politique
Après la démission de María Alejandra Vicuña en décembre 2018, et sur proposition du président Lenín Moreno, l'Assemblée nationale de l'Équateur lui confie la charge de vice-président,. La nomination d'Otto Sonnenholzner a d'abord été suggérée par le Parti social-chrétien (PSC), classé à droite. Il a ensuite obtenu le soutien des forces politiques liées au président Moreno. Décrit comme proche de l’élite économique du pays et soutenu par l’Association équatorienne de radiodiffusion (ARE), il fait notamment abroger la loi de communication de l’ère Correa qui visait à soutenir les médias communautaires et publics tout en limitant le pouvoir des médias privés.
Le 7 juillet 2020, il annonce sa démission.
Il est signataire de la charte de Madrid lancée en 2020 par le parti espagnol Vox afin de rassembler la droite radicale d'Espagne et d’Amérique latine contre le « narco-communisme, la gauche et le crime organisé ».

#### Présidentielle de 2023
Il est candidat à l'élection présidentielle équatorienne de 2023. Diplômé de Harvard en économie avant une longue carrière dans la radio suivie de son entrée en politique en 2017, Sonnenholzner met notamment à profit son importante notoriété acquise grâce à son passé dans les médias. Alors que la campagne se trouve fortement polarisé entre pro et anti-Correa, le candidat cherche à se présenter comme une option centriste d'unité et de réconciliation, malgré des liens avec Lenín Moreno et un programme le rapprochant davantage du centre droit. Sonnenholzner focalise ainsi sa campagne sur les thèmes de la sécurité et de la croissance économique, promettant de « reprendre le contrôle des prisons », d'augmenter le budget des forces de l'ordre et de celles assurant le contrôle des frontières et de favoriser les investissements étrangers. Populaire auprès des élites économiques de la côte équatorienne dont il fait partie, il bénéficie également de l'image de sa colistière Erika Paredes, une écologiste ayant travaillée pour l'Organisation des Nations unies et le gouvernement de Rafael Correa, sans pour autant se définir comme Corréiste,,.
Soutenu par plusieurs mouvements citoyens, il base notamment sa campagne sur de nombreuses visites au contact des populations défavorisées et des petit commerçants dans les nombreux quartiers pauvres du pays, qu'il organise en parallèle de conférences universitaires tout en promouvant son image sur les réseaux sociaux TikTok et Instagram.

### Enquêtes pour corruption
Il fait l'objet d'une enquête à partir de 2021 à la suite d'un scandale de corruption lié à des irrégularités dans la signature de contrats pendant pandémie de Covid-19. Il est également mis en cause pour avoir détenu des actions dans une société offshore alors que la loi équatorienne interdit aux personnes possédant des biens ou de l'argent dans des pays considérés comme des paradis fiscaux d’exercer des fonctions politiques.